# Ma Xingzu
Ma Xingzu ou Ma Hsing-Tsu ou Ma Sing-Tsou, est un peintre chinois du XIIe siècle. Ses dates de naissance et de décès ne sont pas connues, pas plus que sa vie privée ou professionnelle, on sait qu'il est actif vers le milieu du Treizième siècle.

## Biographie
Ma Xingzu est le fils de Ma Fen et père de Ma Gongxian et de Ma Shirong. Il est membre (daizhao) de l'Académie de peinture à Hangzhou, pendant l'ère Shaoxing (1131-1162. Il est aussi conseiller de l'empereur Gaozong.

## L'Académie de peinture des Song du Sud
Tous les anciens thèmes connaissent une renaissance sous le nouveau gouvernement, et nombre de sujets inédits sont adaptés à la nouvelle image du renouveau dynastique. Les anciens récits historiques narrant les épreuves, la survie et la renaissance impériales se développent tout particulièrement. L'Académie impériale de peinture fraîchement reconstituée, et de nouveaux talents sont attirés dans la belle et florissante capitale de Hangzhou. La peinture qui s'y développe et y prospère est d'abord patronnée par les membres de la famille impériale, notamment par de puissantes impératrices et leur parentèle et par plusieurs empereurs particulièrement attentifs aux pouvoirs de l'art. La peinture est essentiellement une profession manuelle, ou une tradition artisanale, maintenue avec succès sur de longues périodes par des familles d'artisans. La plus célèbre de ces familles de la période Song est la famille Ma, de Hezhong dans le Shanxi.

## La famille Ma
Ma Xingzu appartient à une famille qui compte plusieurs générations de peintres. Ma Fen, son père, le premier des Ma qui laisse un nom dans l'histoire de la peinture, est un peintre « attendant les ordres » de l'empereur à l'Académie sous le règne de Huizong. Ma Xingzu a deux fils, Ma Gongxian et Ma Shirong, qui suivent, comme lui,  les traces de leur grand-père. Ils deviennent peintres « attendant les ordres » de l'empereur et peignent des fleurs et des oiseaux, des personnages et de paysages. Les Ma travaillent de préférence à l'encre.